# Tórtora d'Adamaua
La tórtora d'Adamaua (Streptopelia hypopyrrha) és una espècie d'ocell de la família dels colúmbids (Columbidae) que habita zones boscoses i barrancs a les terres altes d'Àfrica Occidental, al centre de Nigèria i Camerun.